# Щити-Дзенцьолово
Щити-Дзенцьолово (Щити, пол. Szczyty-Dzięciołowo) — село в Польщі, у гміні Орля Більського повіту Підляського воєводства. Населення — 84 особи (2011).

## Історія
У XVI столітті було власністю Іжиковичів. У 1975—1998 роках село належало до Білостоцького воєводства.

## Демографія
Демографічна структура станом на 31 березня 2011 року:
|          | Загалом | Допрацездатний вік | Працездатний вік | Постпрацездатний вік |
| -------- | ------- | ------------------ | ---------------- | -------------------- |
| Чоловіки | 44      | 6                  | 23               | 15                   |
| Жінки    | 40      | 4                  | 14               | 22                   |
| Разом    | 84      | 10                 | 37               | 37                   |

## Релігія
У селі міститься парафіяльна церква Усікновення Голови Святого Івана Христителя, дерев'яна церква XVIII століття з окремою дерев'яною дзвіницею XIX століття. У сільському храмі Усікновення голови Івана Хрестителя щороку 11 вересня проводиться храмове свято (яке називають «отпуст» або «пристольний празник») під час відзначення Усікновення голови Івана Хрестителя (Головосіка).

## Галерея

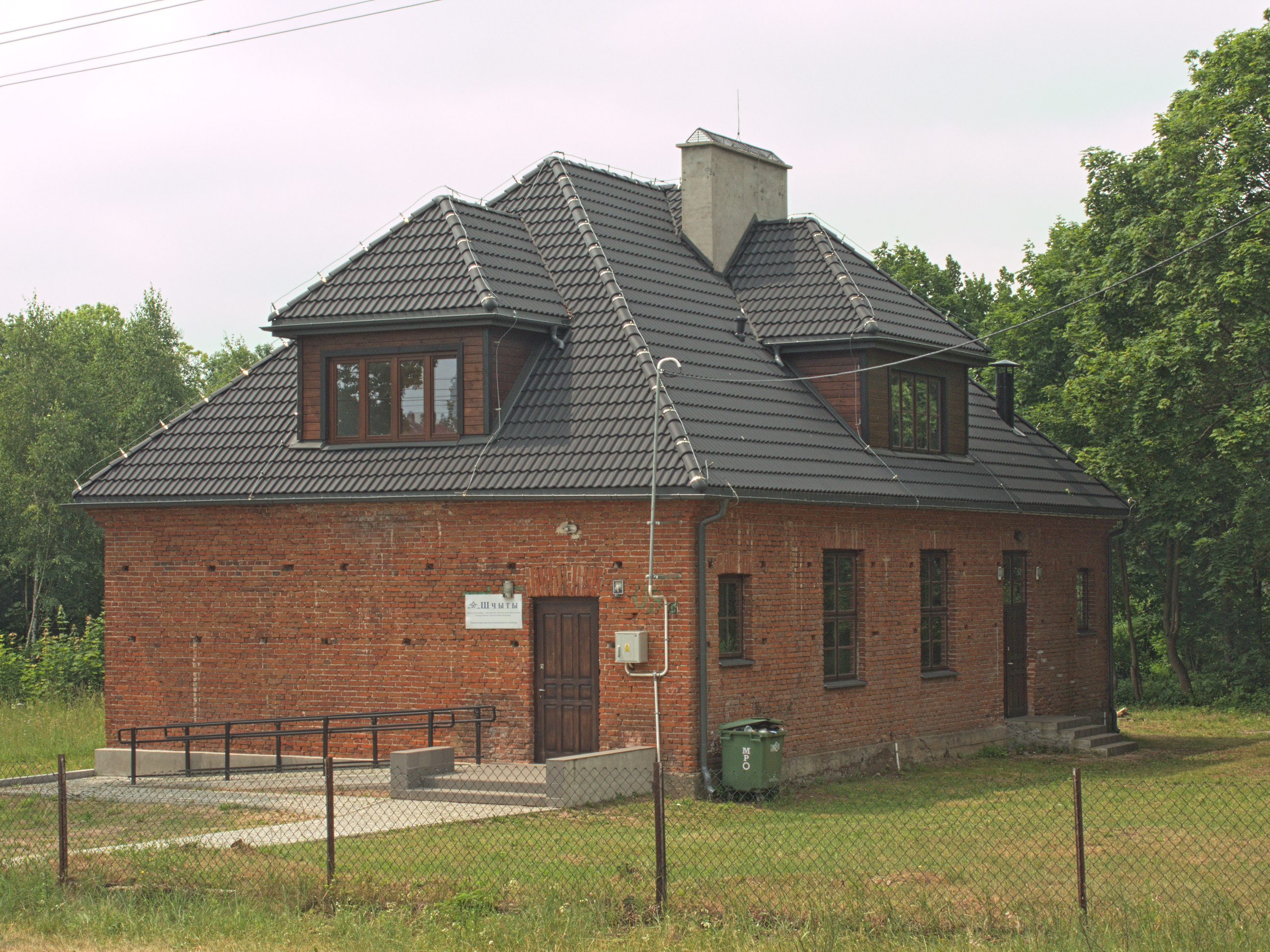
Центр освіти та розвитку білоруської культури
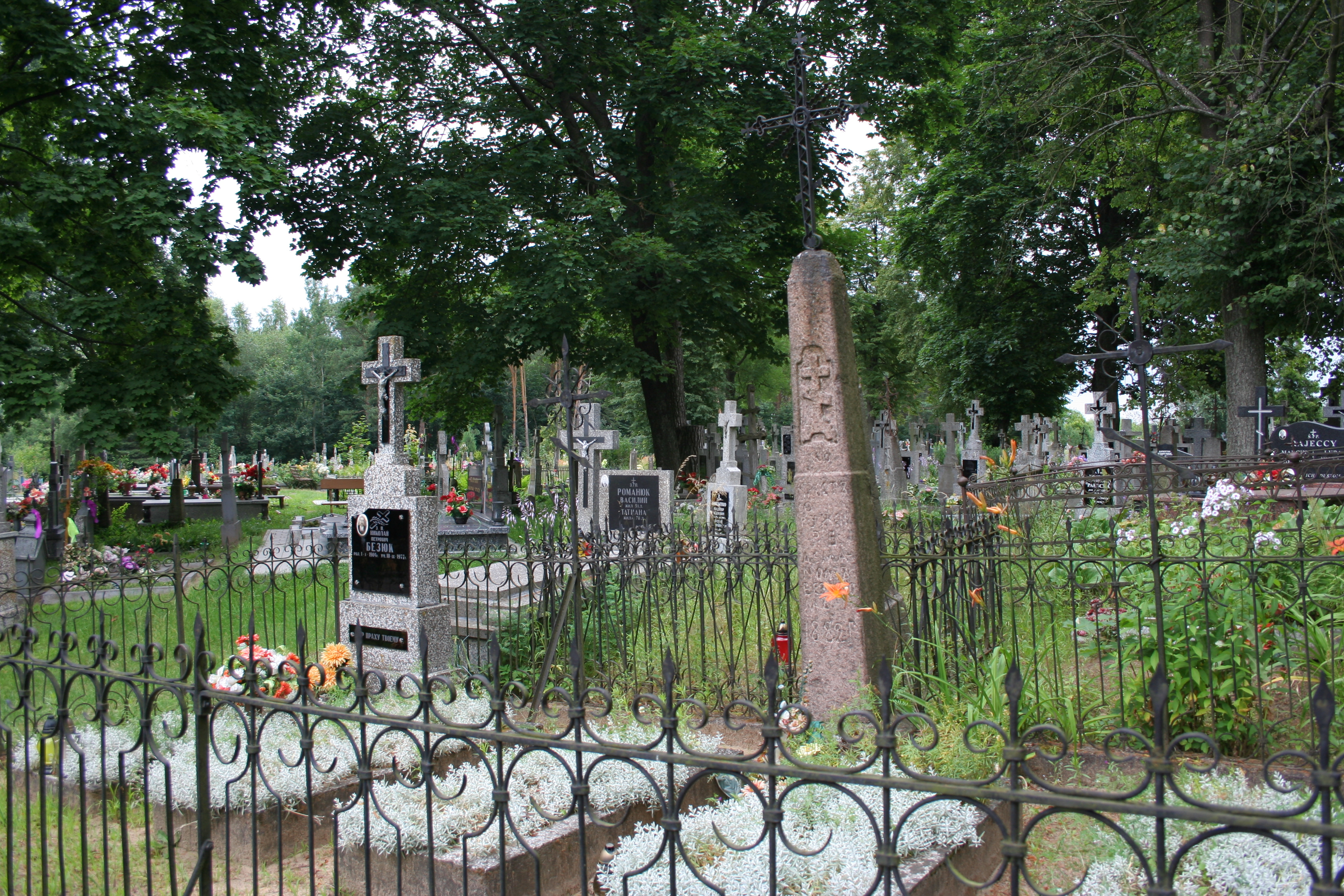
Православний цвинтар
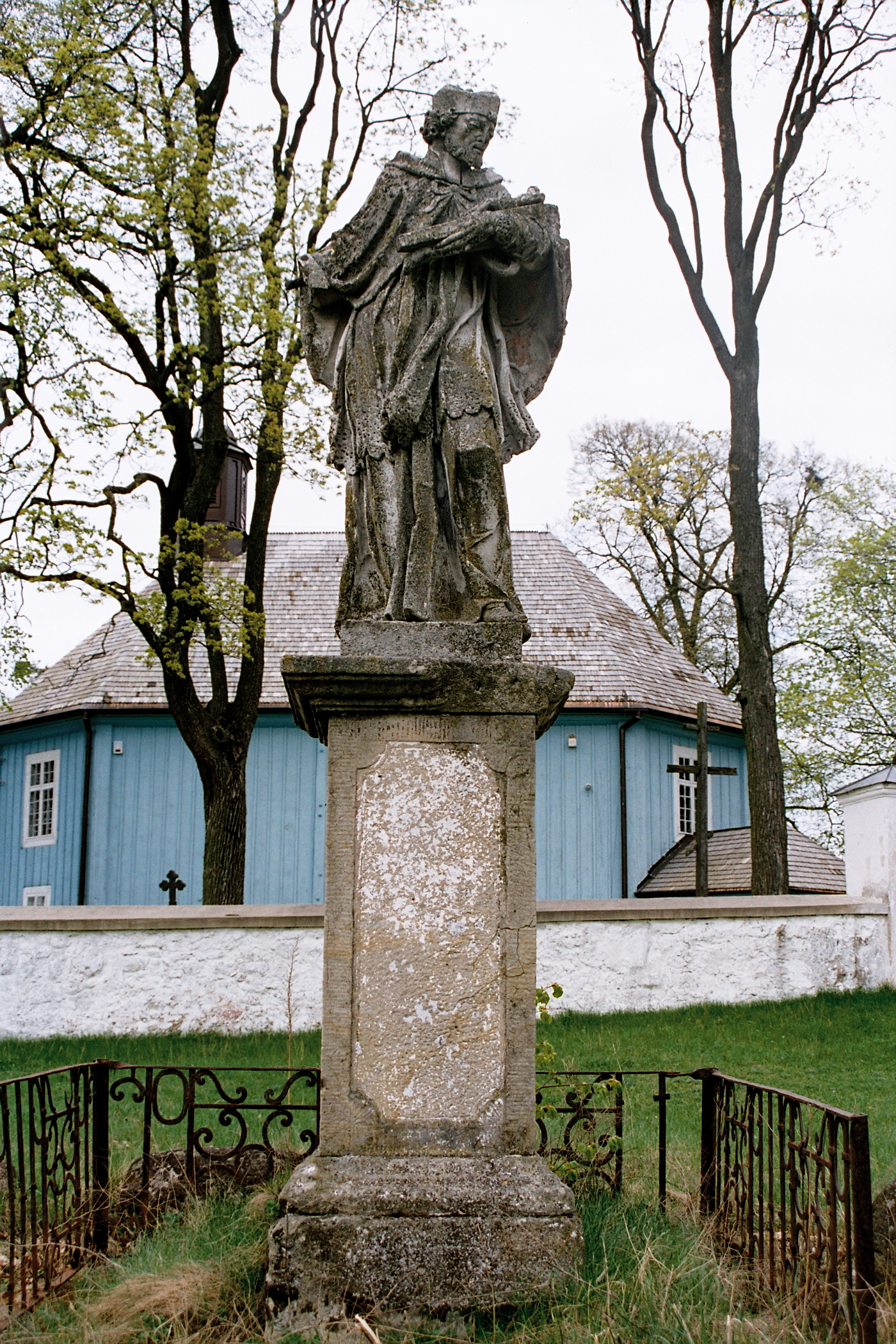
Пам'ятник Яна Непомуцького
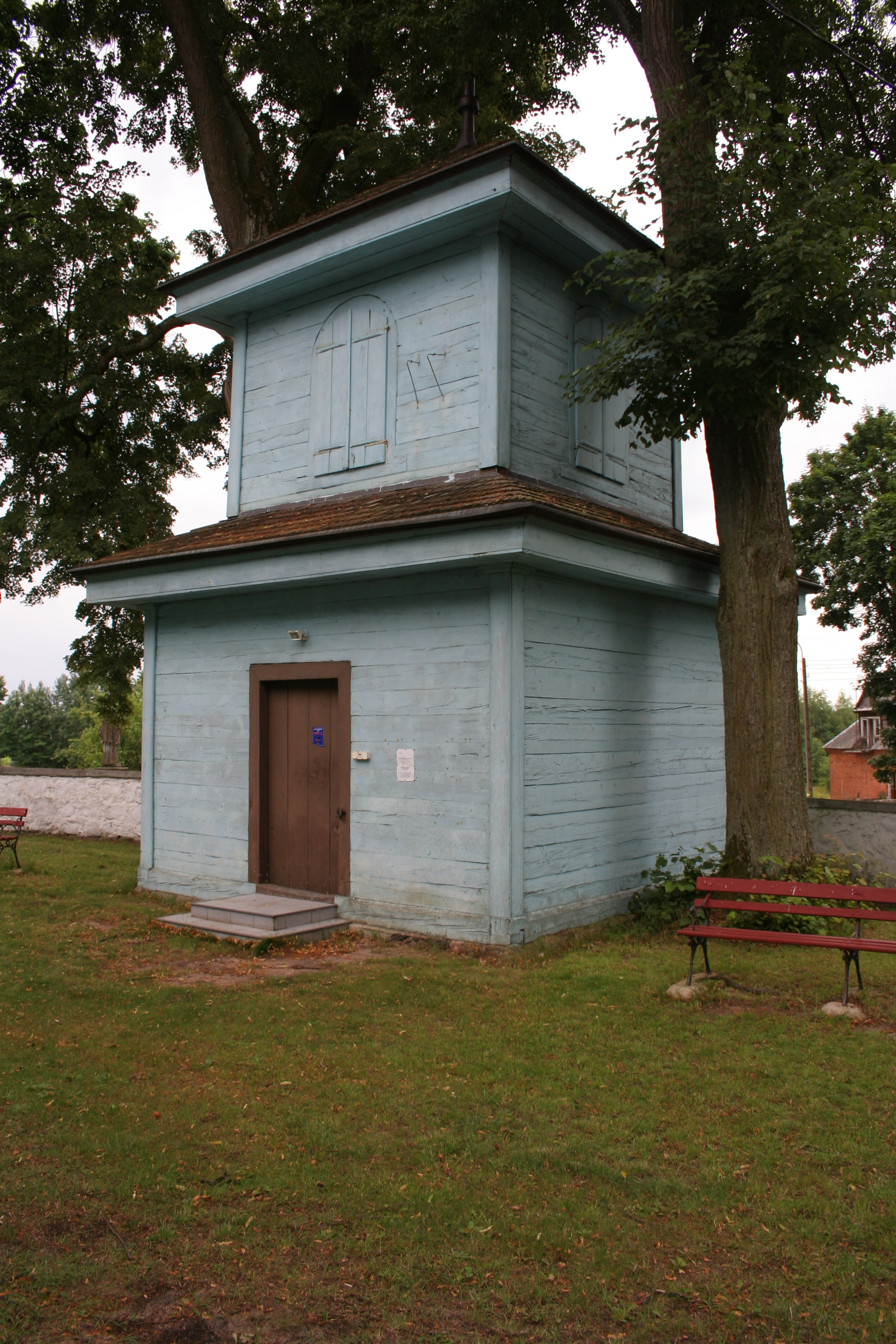
Дзвіниця при церкві